# Кар'єрний навантажувач
Кар'єрний навантажувач — самохідна мобільна і маневрена навантажувально-транспортна машина циклічної дії, призначена для захвату, навантаження і транспортування різних матеріалів, а також для виконання кар'єрних і землерийних робіт, обладнана навісним робочим органом — ковшем, який шарнірно закріплений на кінці стріли.

## Класифікація
За способом розвантаження ковша кар'єрні навантажувачі поділяють на фронтальні, з боковим розвантаженням і з розвантаженням ковша назад, через себе.

## Характеристики та області застосування
Використовується для навантажування і транспортування на відстань до 1 км напівскельних та скельних гірських порід або для виймання м'яких гірських порід та їх транспортування.
Осн. вузли конструкції: двигун, шасі, навантажувальне обладнання. Поворот робочого органу щодо стріли здійснюється за допомогою гідроциліндрів повороту, тяг і коромисел.
Окрім фронтального ковша для ряду моделей передбачено змінне обладнання (вила, кранові гаки, ковші різної місткості, двощелепні ковші, вилки для одиночних вантажів, захвати для колод, снігоочисники, та ін.)
Найпоширеніші Н.к. вантажопідйомністю 15-30 т і ємністю ковша 8-20 м3.
Фірмою «Clark» створений Н.к. вантажопідйомністю 32,7 т і потужністю 1030 кВт.